# Алі Самере
Алі Самере (перс. علی سامره; нар. 23 листопада 1977, Рефсенджан, Іран) — іранський футболіст та тренер, виступав на позиції нападника. Протягом футбольної кар'єри захищав кольори іранських «Шардарі» (Кермен), «Естеґлал» та «Мес» (Кермен), італійської «Перуджи», а також еміратських «Аш-Шааб» та «Айман Клаб».

## Клубна кар'єра
Футбольну кар'єру розпочав у клубі, який нещадавно влилетів з Про-ліги Ірану, «Фадрж Сепасі», своєю впевненою грою привернув увагу до себе «Естеґлала». Швидко став провідним гравцем команди. Отримав запрошення з Європи, чим скористався: відправився в оренду до клубу італійської Серії A «Перуджа», за оренду італійці заплатили «Естеґлалу» 166 000 євро. Проте в «Перуджі» отримував мало ігрової практики, тому вже незабаром повернувся до «Естеґлала».
У 2005 році перебрався до ОАЕ, де став гравцем «Аш-Шааб». У своєму дебютному сезоні в еміратському клубі відзначився 17-а голами в чемпіонаті ОАЕ, де став третім найкращим бомбардиром сезону 2005/06 років. У сезоні 2006/07 років знову відзначився 17-а голами, ставши другим найкращим бомбардиром чемпіонату ОАЕ.
Самерех, один з головних бомбардирів чемпіонату ОАЕ, продовжив контракт в «Аль-Шаабі» ще на один рік, за яким повинен був заробити 700 000 доларів.
У 2009 році повернувся до Ірану, де підписав 1-річний контракт з «Мес» (Керман). Відзначився важливими головами в Лізі чемпіонів АФК 2010.

### Клубна статистика
Станом на 19 травня 2019
| Клуб               | Дивізіон                 | Сезон             | Ліга  | Ліга | Кубок | Кубок | Континентальні | Континентальні | Загалом | Загалом |
| Клуб               | Дивізіон                 | Сезон             | Матчі | Голи | Матчі | Голи  | Матчі          | Голи           | Матчі   | Голи    |
| ------------------ | ------------------------ | ----------------- | ----- | ---- | ----- | ----- | -------------- | -------------- | ------- | ------- |
| «Фадрж Сепасі»     | Ліга Азадеган            | 1999–00           |       | 9    |       |       | –              | –              |         |         |
| «Естеґлал»         | Ліга Азадеган            | 2000–01           |       | 13   |       |       |                |                |         |         |
| «Перуджа»          | Серія A                  | 2001–02           | 6     | 0    | 1     | 0     | –              | –              | 7       | 0       |
| «Естеґлал»         | Про-ліга Перської затоки | 2002–03           |       | 6    |       |       |                |                |         |         |
| «Естеґлал»         | Про-ліга Перської затоки | 2003–04           |       | 7    |       |       | –              | –              |         |         |
| «Естеґлал»         | Про-ліга Перської затоки | 2004–05           | 12    | 6    |       |       | –              | –              |         |         |
| «Естеґлал»         | Загалом                  | Загалом           |       | 19   |       |       |                |                |         |         |
| «Аш-Шааб»          | Чемпіонат ОАЕ            | 2004–05           |       | 9    |       |       | –              | –              |         |         |
| «Аш-Шааб»          | Чемпіонат ОАЕ            | 2005–06           |       | 17   |       |       | –              | –              |         |         |
| «Аш-Шааб»          | Чемпіонат ОАЕ            | 2006–07           |       | 17   |       |       | –              | –              |         |         |
| «Аш-Шааб»          | Чемпіонат ОАЕ            | 2007–08           |       | 12   |       |       | –              | –              |         |         |
| «Аш-Шааб»          | Загалом                  | Загалом           |       | 55   |       |       | –              | –              |         |         |
| «Айман Клаб»       | Чемпіонат ОАЕ            | 2008–09           |       | 4    |       |       | –              | –              |         |         |
| «Мес» (Керман)     | Про-ліга Перської затоки | 2009–10           | 20    | 5    |       |       | 7              | 3              |         |         |
| ПАС (Хамадан)      | Про-ліга Перської затоки | 2010–11           | 10    | 0    |       |       | –              | –              |         |         |
| «Мес» (Саршешме)   | Про-ліга Перської затоки | 2011–12           | 21    | 3    |       |       | –              | –              |         |         |
| «Мес» (Рафсанджан) | Ліга Азадеган            | 2012–13           | 23    | 5    |       |       | –              | –              |         |         |
| «Мес» (Рафсанджан) | Ліга Азадеган            | 2013–14           | 5     | 0    |       |       | –              | –              |         |         |
| «Мес» (Рафсанджан) | Загалом                  | Загалом           | 28    | 5    |       |       | –              | –              |         |         |
| Усього за кар'єру  | Усього за кар'єру        | Усього за кар'єру |       | 116  |       |       |                |                |         |         |

## Кар'єра в збірній
У футболці національної збірної Ірану дебютував 2002 року та зіграв декілька матчів, проте не зміг продемонструвати результативність клубного рівня на міжнародному рівні. Після відновлення від травми та повернення до «Естеґлала» знову демонстрував бомбардирський хист у сезоні 2003/04 років та повернувся до збірної.
Декілька років не викликався до команди Меллі, незважаючи на результативність у чемпіонаті ОАЕ. У січні 2007 року отримав виклик до збірної на товариський турнір в ОАЕ, де грав за «Аш-Шааб» з 2005 року, хоча відмовився від виступів.
У січні 2008 року знову приєднався до іранської команди для підготовки до кваліфікаційної чемпіонату світу 2010 року, зігравши у футболці збірної Ірану в товариському матчі проти Катару. Оскільки Вахід Хашемян не брав участі у третьому раунді кваліфікації, Алі Самере повинен був зіграти важливу роль у цій кампанії.
Афшин Готбі відкликав нападника напередодні поєдинку кваліфікації чемпіонату світу проти Південної Кореї.

## Кар'єра тренера
Тренував «Мес» (Рефсенджан), допоки у вересні 2018 року не був звільнений.

## Досягнення
Іран
- Переможець Чемпіонату Західної Азії: 2000

«Естеґлал»
- Про-ліга Ірану
  -  Чемпіон (1): 2000/01